# Fondo (Borgo d'Anaunia)
Fondo (Fón in noneso) è stato un comune italiano di 1 423 abitanti della provincia autonoma di Trento in Trentino-Alto Adige. Si trova nella parte settentrionale della Val di Non, detta Alta Anaunia.
In seguito a un referendum popolare del 18 dicembre 2016, il 1º gennaio 2020 si è fuso con i comuni di Castelfondo e Malosco nel nuovo comune di Borgo d'Anaunia.

## Storia

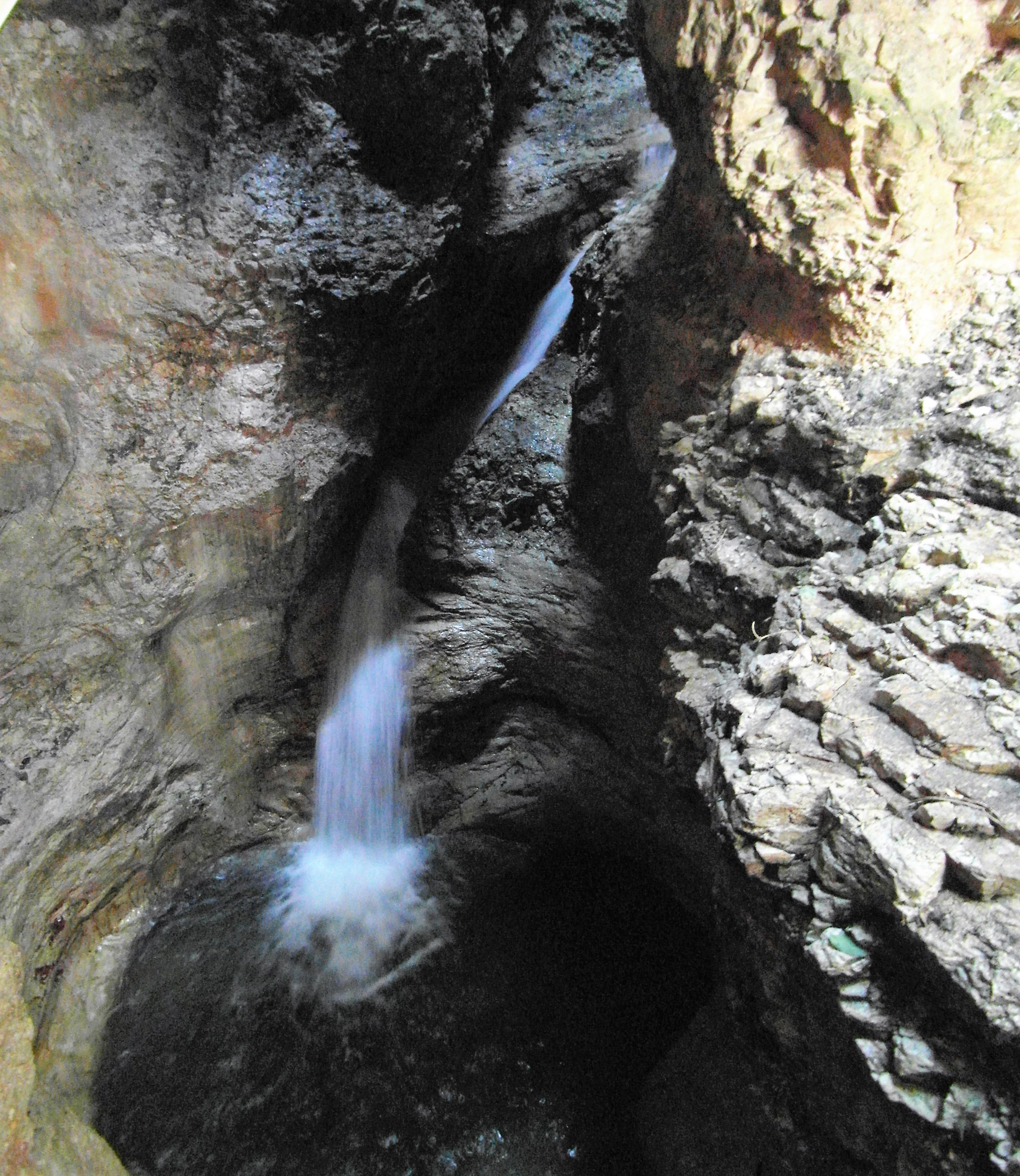
Una delle cascate del canyon rio Sass

Nel 1928 al comune di Fondo vennero aggregati i territori dei comuni soppressi di Malosco, San Felice, Senale e Vasio.
Nel 1947 vennero distaccati alcuni territori per la ricostituzione dei comuni di Malosco (censimento 1936: pop. res. 377), San Felice (censimento 1936: pop. res. 289) e Senale (censimento 1936: pop. res. 298).
Dal 1º gennaio 2020, a seguito della fusione con i comuni di Castelfondo e Malosco, il comune di Fondo è stato soppresso per costituire il comune di Borgo d'Anaunia, con capoluogo a Fondo.

### Simboli
Lo stemma del comune di Fondo era stato riconosciuto con D.C.G. del 15 agosto 1929.
Gonfalone
Il gonfalone era stato approvato con D.G.P. n. 3351 dell'8 aprile 1988.

## Monumenti e luoghi d'interesse

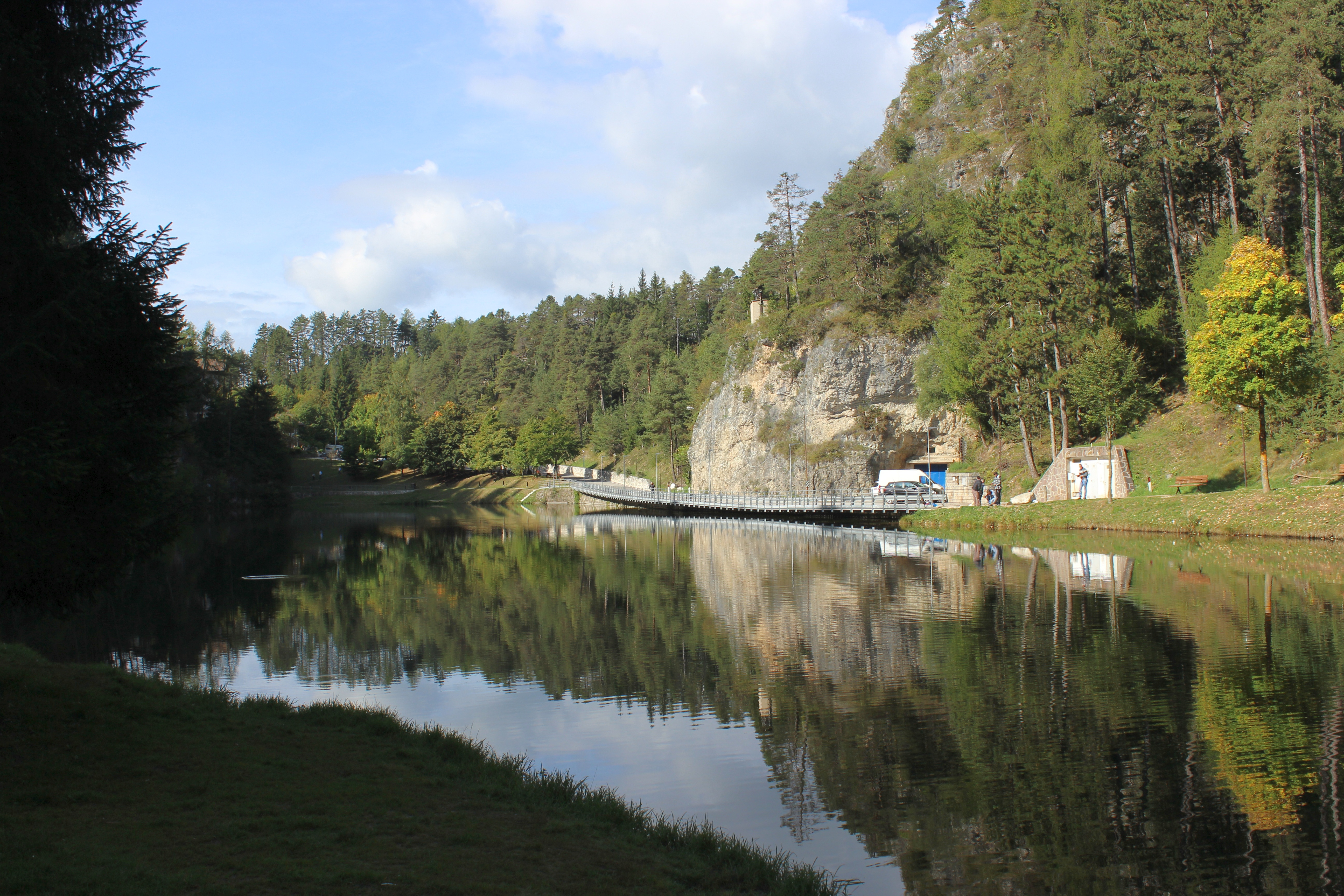
Lago Smeraldo

### Architetture religiose
- Chiesa di San Martino, riedificata tra il 1854 ed il 1858, affiancata dallo storico campanile del 1447.
- Chiesa di Santa Lucia risalente al XIV secolo con affreschi del Mestro di Sommacampagna e del Maestro della Madonna Castelbarco.[11]
- Chiesa di San Rocco, edificata a metà del XVII secolo come voto per scapare alla pestilenza.[12]
- Chiesa di Sant'Antonio Abate, edificata ad inizio XX secolo con le offerte degli emigrati in America.

### Architetture civili
- Palanaunia. Struttura adatta a manifestazioni ed eventi di varia natura.[13] Nel 2009 ha ospitato Depero alla ribalta!, esposizione curata da Gabriella Belli e dedicata a Fortunato Depero che a Fondo era nato nel 1892. L'esposizione itinerante è stata organizzata in collaborazione col Mart, Museo d’Arte Moderna e Contemporanea di Trento e Rovereto.[14]
- Cinema/teatro. Cinema e teatro parrocchiale ben attrezzato con 250 posti a sedere, aperto solo in speciali giornate per rappresentazioni teatrali, conferenze e proiezioni.
- Palaghiaccio. Stadio del ghiaccio che ospita squadre di hockey e di pattinaggio artistico. In inverno e in brevi periodi estivi è aperto al pubblico per pattinare mentre, quando le temperature lo consentono, amplia la possibilità di pattinare anche direttamente sul lago Smeraldo. D' estate molto frequentato da squadre di hockey in ritiro.

### Altro
- Idrocronometro astronomico, ideato dagli orologiai Zanoni e realizzato a mano dal maestro orologiaio Alberto Gorla, sorge in pieno centro storico.[15][16]
- Affreschi su edifici storici, sulle mura di alcuni edifici del centro storico si trovano preziosi affreschi del periodo tra la fine del XIV e la metà del XVI secolo. Alcuni sono legati al culto di Santiago de Compostela.

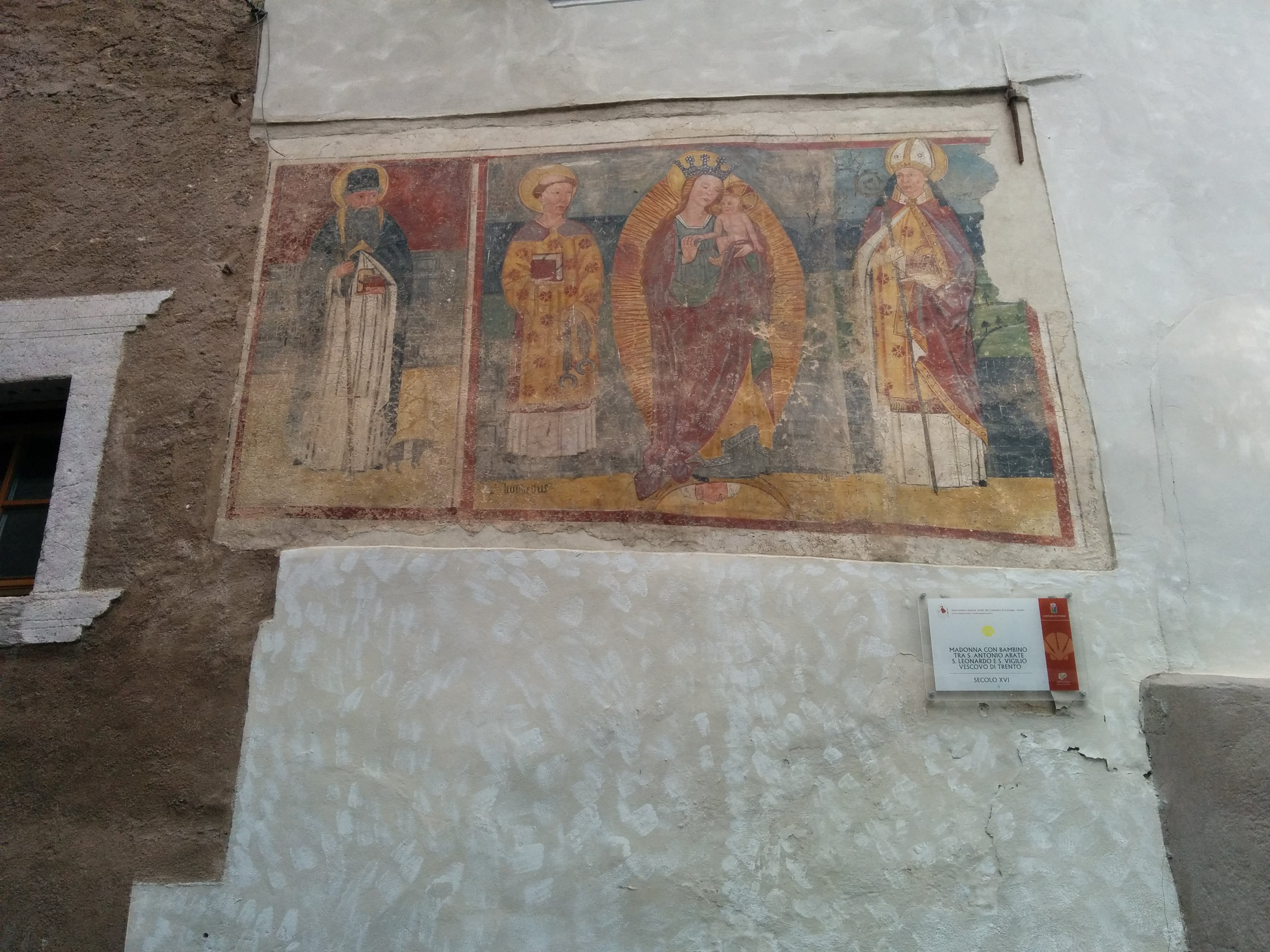
Affresco su edificio in piazza Dante

### Aree naturali
- Canyon rio Sass, un orrido lungo 300 metri e profondo 60 metri che scende tra rocce e sottili cascate.[17]
- Lago Smeraldo, un piccolo lago artificiale che si trova a 1001 m s.l.m.[18][19]
- Passeggiata nel Burrone, una passeggiata libera all'interno del primo tratto del Canyon Rio Sass con partenza sotto la chiesa del paese e che in circa 15 minuti conduce al Lago Smeraldo.
- Pradiéi. Vasta prateria con sentiero pedonale e ciclabile. Unico spazio in tutta la vallata privo di meleti dove si coltiva principalmente grano e patate e si miete il fieno per le stalle dei paesi limitrofi. Confina anche con i paesi e frazioni di Sarnonico, Cavareno e Romeno.

## Società

### Evoluzione demografica
Abitanti censiti

### Ripartizione linguistica
Nel censimento del 2001 il 10,33% della popolazione si è dichiarato "ladino".

## Cultura

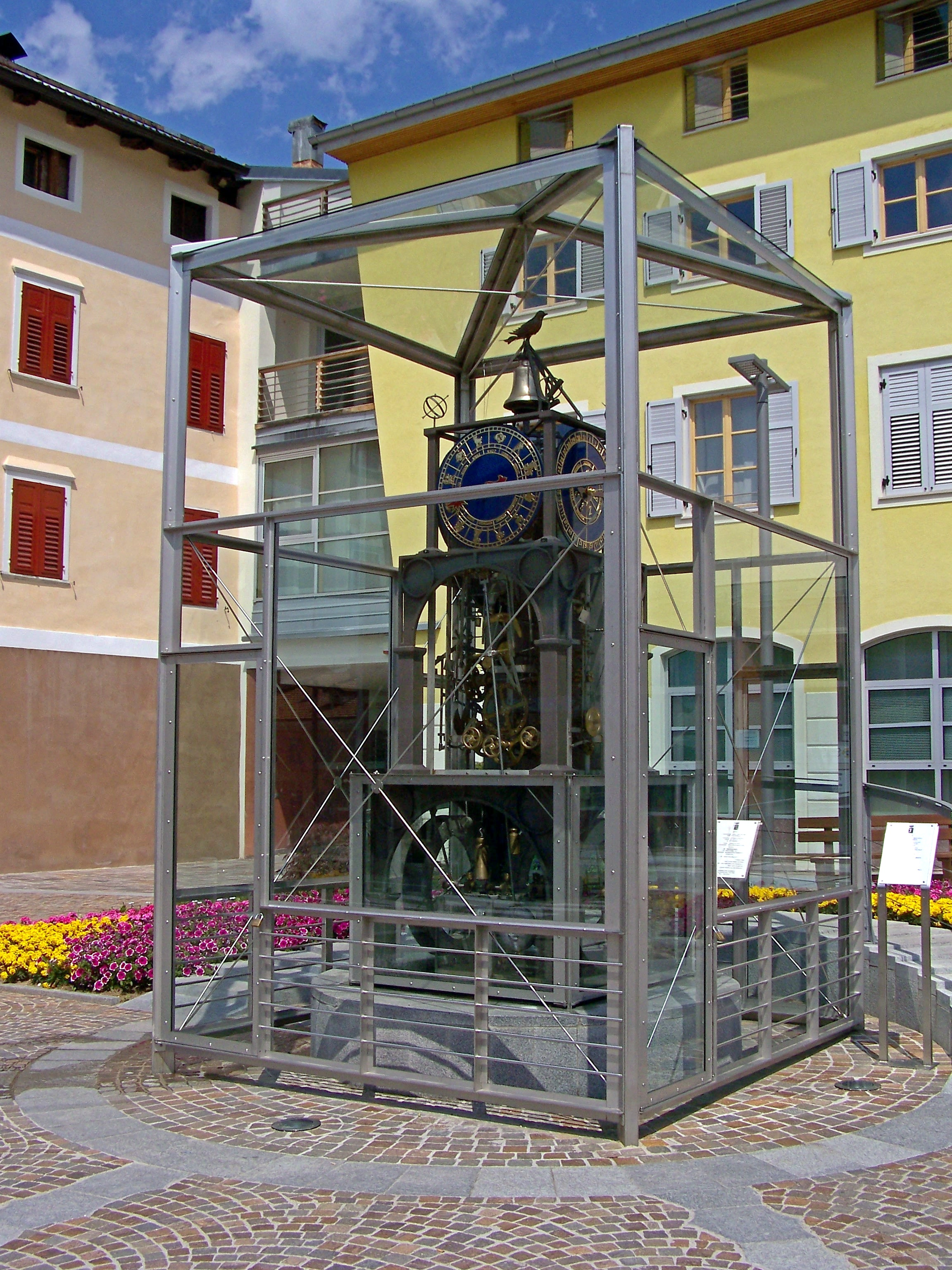
L'idrocronometro di Fondo

### Eventi
Ogni anno, generalmente all'Epifania, si svolge La Ciaspolada, gara di rinomanza internazionale che nel 2013 è stata scelta per l'attribuzione del campionato del mondo di specialità.
Durante il secondo week-end di agosto, si svolge la manifestazione gastronomica-culturale "Cosina Nonesa en ti Somasi da Fon".

## Economia

### Artigianato
Risulta ancora diffusa e rinomata l'antica lavorazione del legno finalizzata alla realizzazione di mobili e arredamenti.

## Infrastrutture e trasporti
Presso Fondo si incontrano le strade statali 238 del Passo Palade e 42 del Tonale e della Mendola.
Fra il 1909 e il 1934, Fondo ebbe una stazione, di testa, presso la tranvia elettrica dell'Alta Anaunia che collegava Dermulo, sulla tranvia Trento-Malé, alla funicolare della Mendola.
Fondo è servita dagli autoservizi interurbani svolti dalle società Trentino Trasporti e SAD.

## Amministrazione
| Periodo        | Periodo          | Primo cittadino   | Partito      | Carica  | Note |
| -------------- | ---------------- | ----------------- | ------------ | ------- | ---- |
| 17 maggio 2010 | 10 maggio 2015   | Remo Bonadiman    | Lista civica | Sindaco |      |
| 11 maggio 2015 | 31 dicembre 2019 | Daniele Graziadei | Lista civica | Sindaco |      |